# Priestewitz
Priestewitz település Németországban, azon belül Szászország tartományban. Lakosainak száma 3155 fő (2023. december 31.).

## Népesség
A település népességének változása:
| Lakosok száma | 3161 | 3153 | 3139 | 3162 | 3155 |
|               | 2017 | 2019 | 2021 | 2022 | 2023 |